# Potestas
En Derecho romano se entiende por potestas el poder socialmente reconocido. En la antigua Roma, el término potestas se refería a la autoridad legal y el poder oficial conferido a un magistrado o funcionario público. Este concepto representaba el conjunto de capacidades y limitaciones legales que permitían a un individuo desempeñar sus funciones dentro del marco del gobierno. Similar a la autoridad que se otorga a los funcionarios modernos, como alcaldes o jueces, la potestas en Roma estaba definida por el cargo que se ocupaba. Por ejemplo, un cónsul poseía una potestas considerable, que le facultaba para tomar decisiones administrativas y políticas importantes, mientras que un cuestor, cuya función era más restringida, tenía una potestas más limitada. Este poder estaba siempre circunscrito por la ley romana, sirviendo como un mandato oficial que delimitaba las tareas y decisiones que un magistrado podía realizar y tomar. La potestas era, por tanto, un aspecto esencial del sistema de gobierno romano, reflejando la naturaleza jerárquica y legalista de su estructura política y administrativa. El concepto se contrapone al auctoritas o saber socialmente reconocido.
Las fuentes de potestas fueron los magistrados (principalmente los cónsules y los pretores) pero también el pater familias en el ámbito doméstico.

## Potestas política
El poder que Roma les concedía a los magistrados de manera legal, es decir, la competencia de sus funciones , se designaba con el término potestas. La potestas regulaba las diversas jerarquías entre las magistraturas siendo mayor (maior), menor (minor) o igual (par) en poderes comparadas con otras magistraturas.
En cambio, el imperium señalaba concretamente el poderío de mando que era otorgado únicamente a las magistraturas de mayor rango, los consulados y las preturas, ya que el magistrado dotado de imperium podía "recibir los auspicios", o sea, interpretar la voluntad divina.
Temporalmente la potestas política duraba un año, es decir, que los cargos en las magistraturas eran anuales además de no remunerados, por lo que sólo accedían a éstos cargos personas bien posicionadas económicamente.
Entre los magistrados que únicamente tenían potestas podemos encontrar a los censores eran nombrados cada cinco años para confeccionar los census de ciudadanos, el listado de senadores y las concesiones del ager publicus mediante leges censoriae.
También se encontraban los quaestores, que eran los encargados de la administración del erario público; los ediles curules que organizaban y administraban los asuntos de los mercados y los Aediles plebis ceriales de la época de Julio César que cuidaban el suministro de cereal.
Los tribunos de la plebe, que eran quiénes podían intervenir por el pueblo ante la justicia, tuvieron la llamada tribunicia potestas para prestar auxilium o intervenir mediante la intercessio, esta última era el veto sobre la justicia patricia pudiendo llegar a paralizar por completo el aparato estatal romano.